# L'Hostal de Constantins
L'Hostal de Constantins és un edifici de Sant Gregori (Gironès) inclòs a l'Inventari del Patrimoni Arquitectònic de Catalunya.

## Descripció
És una construcció aïllada de planta rectangular i desenvolupada en planta baixa, pis i golfes. Les façanes són arrebossades i pintades, deixant a la vista els carreus que emmarquen les obertures (llindes i brancals). La coberta és de teula àrab a dues vessants. Interiorment la construcció s'estructura en tres crugies perpendiculars a la façana principal: la crugia central adquireix una planta més que les dues laterals, quedant l'edificació enquadrada dins de la tipologia d'edificació basilical. Les plantes superior tenen els embigats de fusta.